# Жан-П'єр Норблен де ля Ґурден
Жан-П'єр Норблен де ля Ґурден (Jean-Pierre Norblin de la Gourdaine, Жан П'єр Норблен, Ян Пйотр Норблін; 15 липня 1740, департамент Сена і Марна, за іншими відомостями 1 липня 1745, Шампань — 23 лютого 1830, Париж) — польський художник французького походження; живописець, графік і гравер, один з творців польського жанрового живопису; батько художника Себаст'єна Луї Гійома Норблена, віолончеліста Луї П'єра Мартена Норблена, польського бронзівника Олександра Яна Константи Норбліна.